# Ammonio dinitrammide
L'ammonio dinitrammide è un composto chimico di formula bruta NH4N(NO2)2.
Si ottiene dalla nitrazione del solfammato di potassio-ammonio, con successiva neutralizzazione in soluzione di ammoniaca. È un sale instabile, che si idrolizza in presenza di sali d'ammonio o ammoniaca.
Viene utilizzato come propellente ad elevata energia in campo aerospaziale. Attualmente è stato sostituito da propellenti ancora più potenti, quali HDN (idrazina dinitrammide) e HNF (nitroformiato di idrazina).